# Helenalin
Helenalin ist ein natürlicher Entzündungshemmer mit Antitumor- und antileukämischer Wirkung, der in Arnika und anderen Asteraceae vorkommt. Es unterdrückt die Aktivierung eines Immunabwehrvermittlers und ist giftig. Chemisch handelt es sich um ein Sesquiterpen-Lacton.

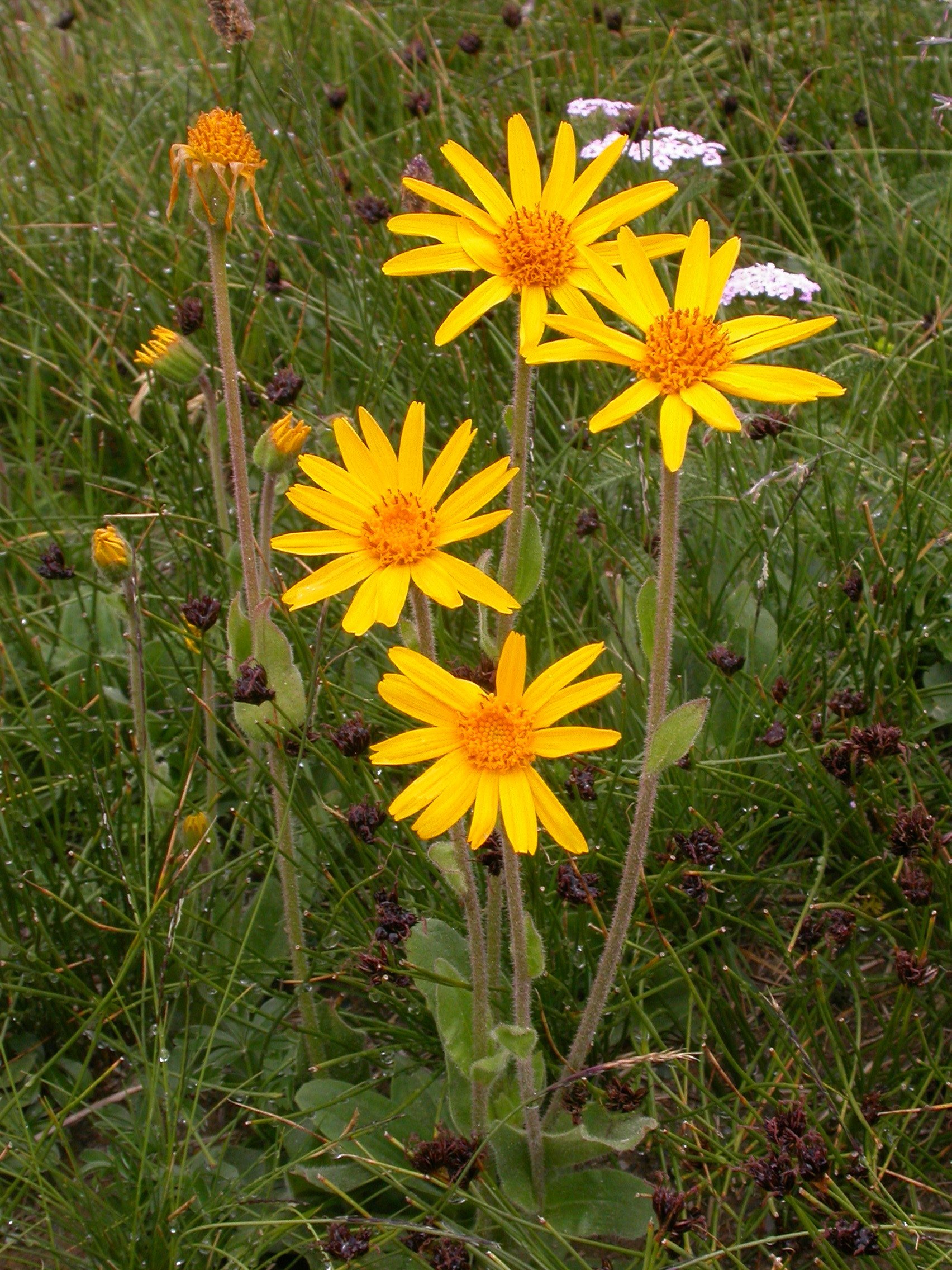
Bergarnika (Arnica montana) enthält Helenalin.

Helenalin ist neben der Bergarnika (Arnica montana) auch in anderen Arniken (etwa Arnica chamissonis), Wasserhanf (Eupatorium perfoliatum), der Großen Kapuzinerkresse (Tropaeolum majus) – alle im Kraut – sowie im Echten Alant (Inula helenium) – dort auch in der Wurzel – nachgewiesen.
Während nicht gesichert ist, wie Sesquiterpenlaktone ihre antiphlogistische Wirkung entfalten, ist bei Helenalin nachgewiesen, dass es selektiv den Transkriptionsfaktor NF-κB hemmt, der eine Rolle in der Steuerung der Immunabwehr spielt. In vitro ist es auch ein potenter, selektiver Inhibitor der Telomerase beim Menschen, und zeigt anti-trypanosomale Aktivität.
An Plasmodium falciparum zeigt es toxische Wirkung, und Studien legen nahe, dass Helenalin auch wachstumshemmend auf Staphylococcus aureus wirkt und die Schwere einer S. aureus-Infektion mindert.
Helenalin ist stark giftig, und als Allergen mit ausgeprägtem Sensibilisierungspotential einer der Hauptfaktoren einer Arnika-Allergie.